# 매튜 몽고메리
매튜 몽고메리(Matthew Montgomery, 1978년 3월 16일 ~ )는 미국의 배우이다.

## 영화
- 더 다크 사이드 오브 러브 (2012년)
- 아이 원트 투 겟 메리드 (2011년)
- 파인딩 미스터 라이트 (2011년)
- 롤/플레이 (2010년) - 트레이 리드 역
- 포르노그래피 (2009년)
- 크리스마스에 생긴 일 (2009년)
- 헌티드힐: 공포의 집 (2008년)
- 소켓 (2007년) - 크레이그 머피 역
- 그대 곁으로 (2007년)
- 롱-텀 릴레이션쉽 (2006년) - 그렌 필립스 역